# Star Trek: Discovery
Star Trek: Discovery ist eine US-amerikanische Science-Fiction-Fernsehserie und die sechste Realfilm-Fernsehserie, die im fiktiven Star-Trek-Universum spielt. In der auch mit DSC abgekürzten Serie geht es um das titelgebende Sternenflottenraumschiff Discovery.
Die Pilotepisode strahlte der US-Fernsehsender CBS am 24. September 2017 erstmals aus, die folgenden Episoden erscheinen wiederum seitdem in den Vereinigten Staaten und Kanada schrittweise auf der Video-on-Demand-Plattform CBS All Access, heute als Paramount+ bekannt. In Deutschland und anderen Ländern waren bis zum 17. November 2021 die ersten drei Staffeln beim Streaming-Anbieter Netflix verfügbar.
Die Serie umfasst fünf Staffeln, die dritte wurde ab dem 16. Oktober 2020 auf Netflix in Deutschland veröffentlicht. Die Handlung der ersten beiden spielt einige Jahre vor der von Raumschiff Enterprise. Die dritte Staffel spielt mehr als 900 Jahre danach.
Im Oktober 2020 wurde eine vierte Staffel bestellt, deren Dreharbeiten bereits im November 2020 begannen. Die vierte Staffel ist in Deutschland seit dem 26. November 2021 auf den Kanälen Pluto TV Sci-Fi im Original und Pluto TV Star Trek in der deutschen Fassung bei Pluto TV als lineare Programmierung zu sehen.
Eine fünfte Staffel mit 10 Episoden wurde im Januar 2022 bestellt. Als Ableger folgte 2022 die Serie Star Trek: Strange New Worlds. Im März 2023 wurde bekanntgegeben, dass die Serie mit der fünften Staffel enden wird.
Seit März 2022 werden die ersten drei Staffeln in Deutschland auf Tele 5 ausgestrahlt, die vierte seit Oktober 2023.

## Handlung

### Staffel 1
Die ersten beiden Staffeln dieser Serie sind in der Hauptzeitlinie des Star-Trek-Serienuniversums angesiedelt, das heißt nicht in der Kelvin-Zeitlinie, in der die Reboot-Kinofilme spielen. Die ersten beiden Staffeln spielen zehn Jahre vor Raumschiff Enterprise.
Im Mittelpunkt der Handlung steht die Sternenflotten-Offizierin Michael Burnham. Burnham wurde nach dem Tod ihrer Eltern auf Vulkan großgezogen und ausgebildet. Ihre Pflegeeltern sind Sarek, ein bedeutender Vulkanier, und dessen menschliche Ehefrau Amanda Grayson, ihr Adoptivbruder ist Spock. Zu Beginn der Serie ist Burnham seit sieben Jahren auf der USS Shenzhou (mit der Registriernummer NCC-1227) tätig. Bei einer Forschungsmission löst sie einen Zwischenfall mit Klingonen aus, der in einen Krieg mündet. Aufgrund unterschiedlicher Auffassungen, wie mit der Bedrohung durch die Klingonen umzugehen ist, versucht sich Burnham über ihren Captain Philippa Georgiou hinwegzusetzen und einen Präventivschlag gegen den klingonischen Schlachtkreuzer durchzuführen. Im Laufe des Raumgefechts wird die Shenzhou zerstört, deren Captain stirbt. Burnham wird wegen Meuterei zu lebenslanger Haft verurteilt.
Während eines Gefangenentransportes wird Burnham von der USS Discovery (NCC-1031) aufgegriffen, die geheime Experimente mit einem biologischen Antriebssystem durchführt. Deren Captain Gabriel Lorca weiß um ihre Fähigkeiten und bittet Burnham, Teil seiner Crew zu werden.
Die Crew der USS Discovery findet eine Methode, um die Klingonen zu besiegen. Jedoch verschlägt es sie in ein Paralleluniversum, bevor sie ihre Erkenntnisse mit der Sternenflotte teilen können. Dort stellt Burnham fest, dass Captain Lorca und der revolutionäre Lorca aus dem Paralleluniversum die Plätze getauscht haben. Nach diversen Konflikten schafft es die Discovery wieder zurück in ihr Universum. Schlussendlich kann die Föderation den Krieg gegen die Klingonen gewinnen. Burnham wird rehabilitiert und (erneut) in den Rang eines Commanders erhoben. Sie dient fortan als Wissenschaftsoffizier auf der Discovery.

### Staffel 2
Sieben rote Signale treten auf. Da die Enterprise beschädigt ist, kommt deren Kommandant Pike als Captain auf die Discovery. Dieser vermisst seinen Wissenschaftsoffizier Spock, dessen Verschwinden mit den Signalen in Zusammenhang zu stehen scheint. Die Discovery bricht auf, um die Signale zu erforschen. Diese stellen sich als Sichtungen eines „roten Engels“ heraus, einer mutmaßlich aus der Zukunft stammenden humanoiden Gestalt in einem Exoskelett. Ein Signal führt die Discovery zu einer Sphäre, die alle ihre Daten auf das Schiff überspielt. Spock hatte den „roten Engel“ schon als Kind gezeichnet; sein Verschwinden aus einer Einrichtung, in der er nach einem Zusammenbruch behandelt wurde, steht offenbar in Zusammenhang damit. Burnham spürt ihren Adoptivbruder Spock auf Vulkan auf. Es wird klar, dass durch die Sphärendaten eine KI namens „Control“ entsteht, die alles Leben im Universum auslöschen will. Burnham reist selbst als „roter Engel“ durch die Zeit, um die Discovery an die entsprechenden Stellen zu lenken. Am Ende reist Burnham mit der Discovery 950 Jahre in die Zukunft, um die Sphärendaten vor dem Zugriff zu bewahren und den Untergang des Universums zu verhindern.

### Staffel 3
Burnham (als „roter Engel“) strandet im Jahr 3188. In der Zukunft angekommen, macht sich Burnham auf die Suche nach der USS Discovery, diese kommt allerdings erst ein Jahr später in der Zukunft an. Burnham und Saru einigen sich darauf, dass Saru als Captain fungieren soll und Burnham als Erster Offizier. Schnell stellen sie fest, dass die Föderation weitestgehend auseinandergebrochen ist und auch die Sternenflotte nur noch wenig Einfluss besitzt. Selbst Erde und Vulkan gehören nicht mehr zur Vereinigten Föderation der Planeten. Ursache für alles ist eine Katastrophe, die als „Der Brand“ bezeichnet wird. Sämtliche Raumschiffe mit aktivem Warp-Antrieb sind dabei explodiert und in der gesamten Milchstraße herrscht nun Dilithiummangel. Aufgrund dieses Mangels ist die interstellare Raumfahrt über weite Strecken größtenteils zum Erliegen gekommen. Die Crew begibt sich auf die Suche nach der Föderation. Als die Discovery am Sternenflottenhauptquartier und somit auch beim aktuellen Sitz der Föderation ankommt, erkennt die Sternenflotte den strategischen Wert ihres Sporenantriebes. Daher wird dem Schiff der Status eines „Soforteingreifschiffes“ zugeteilt und seine Technik an die des 32. Jahrhunderts angepasst. Burnham gelingt es, die Ursache des Brandes zu ergründen und eine neue Dilithiumquelle zu erschließen. Nach dem Erfolg der Mission im Verubin-Nebel wird sie vom Stabschef der Sternenflotte zum Captain befördert.

### Staffel 4
Eine gigantische, unerklärliche Gravitationsanomalie zieht durch die Galaxis und zerstört Planeten auf ihrer Bahn, so auch die Heimatwelt von Book, Burnhams Partner. Bald stellt sich heraus, dass es sich um ein künstliches Phänomen handelt, verursacht durch eine unbekannte und sehr fremdartige Spezies von jenseits der galaktischen Barriere zum Zweck der Energiegewinnung. Die Föderationsmitglieder entscheiden sich für einen friedlichen Erstkontakt mit dieser Spezies und entsenden die Discovery zur galaktischen Barriere. Book und der Wissenschaftler Tarka versuchen währenddessen auf eigene Faust, die Anomalie zu zerstören. Zur gleichen Zeit erscheint die Anomalie in der Nähe der Erde, wo hektische und zeitlich aussichtslose Evakuierungsmaßnahmen eingeleitet werden. Burnham muss sich in einigen harten Belastungsproben als Captain bewähren. Die Discovery-Besatzung findet einen Weg, mit den fremden Wesen auf emotionaler Basis zu kommunizieren, und kann ihnen verständlich machen, welches Leid die Anomalie verursacht hat. Daraufhin ziehen die Wesen sie zurück und bewahren die Erde vor der Zerstörung. In der Folge dieser Ereignisse tritt die Erde wieder in die Föderation ein.

### Staffel 5
Captain Burnham und die U.S.S. Discovery werden ausgesandt, um ein geheimnisvolles Artefakt zu bergen, das in einem 800 Jahre alten romulanischen Schiff versteckt ist. Auf Sarus letzter Mission als Captain Burnhams Nummer Eins begibt sich das Team auf einen scheinbar verlassenen Planeten, um nach dem vielleicht größten Schatz der Galaxis zu suchen. Auf Trill müssen Captain Burnham, Book und Culber eine gefährliche Prüfung bestehen, um sich des nächsten Hinweises würdig zu erweisen. Während sich das Rennen zwischen der Discovery und den Kopfgeldjägern L'ak und Moll verschärft, zwingt eine unerwartete Waffe Burnham und Rayner dazu, ihre Differenzen zu überwinden, um den Rest der Crew zu retten. Captain Burnham und Book reisen in den außerdimensionalen Raum auf der Suche nach dem nächsten Hinweis auf den Ort, an dem sich die Macht der Progenitoren befindet, während Rayner sich auf seine erste Mission begibt. Captain Burnham muss in Erwägung ziehen, die Oberste Direktive zu brechen, als eine lokale Tradition in einer Prä-Warp-Gesellschaft Tillys Leben bedroht. Während Moll und L'ak in Gewahrsam sind, gerät die Föderation in einen diplomatischen und ethischen Feuersturm, als die Breen ihre Auslieferung fordern. Als Burnham in einer „Gedankenlandschaft“ gefangen ist, die sie auf ihre Tauglichkeit für die Rückgabe der mächtigen Technologie des Progenitors testen soll, werden Book, Rayner. Nachdem Moll und die Breen ein mysteriöses Bauwerk erbeutet haben, das die Macht der Progenitoren enthält, muss Captain Burnham eine verdeckte Mission leiten, um es zurückzuholen. Gefangen in einem geheimnisvollen außerirdischen Portal, das den bekannten Regeln von Zeit, Raum und Schwerkraft trotzt, muss Burnham gegen Moll – und die Umwelt selbst – kämpfen, um die Technologie der Progenitors zu finden und sie für die Föderation zu sichern.

## Entstehungsgeschichte

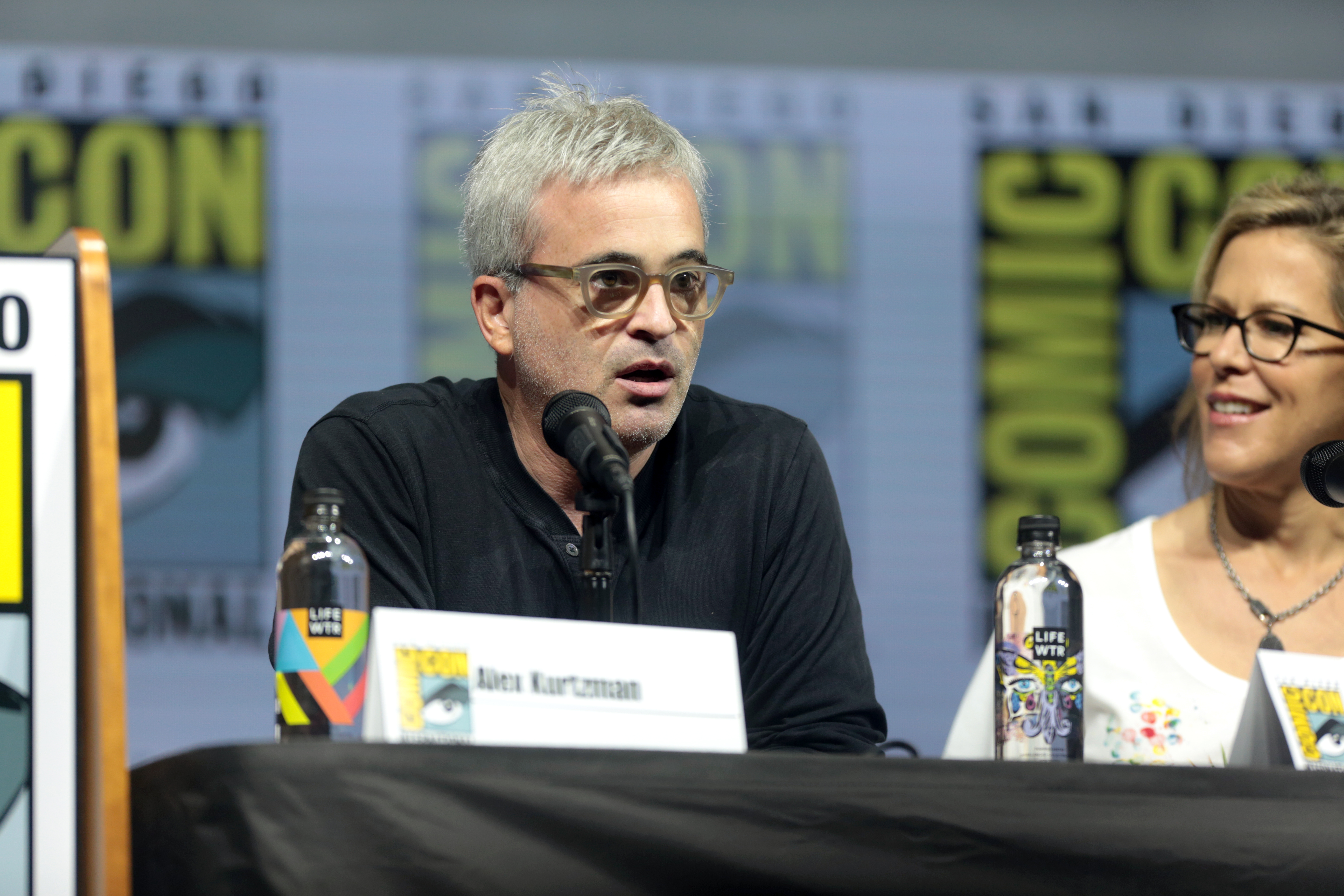
Alex Kurtzman auf der Comic-Con in San Diego im Juli 2018

Im November 2015 wurde bekannt gegeben, dass eine neue Star-Trek-Fernsehserie geplant ist. Bryan Fuller fungierte zunächst als Showrunner und damit auch als Produzent neben Alex Kurtzman. Fuller war zuvor bereits für die Star-Trek-Fernsehserien Deep Space Nine und Raumschiff Voyager als Drehbuchautor tätig. Seit Dezember 2016 ist er jedoch nicht mehr aktiv dabei.
Ein weiterer Drehbuchautor, der zugleich als Produzent fungiert, ist Nicholas Meyer, Regisseur der Star-Trek-Kinofilme Der Zorn des Khan und Das unentdeckte Land und Co-Drehbuchautor von Star Trek IV: Zurück in die Gegenwart. Eugene Roddenberry, der Sohn des Star-Trek-Erfinders Gene Roddenberry, und Trevor Roth sind weitere ausführende Produzenten der Serie.
Die Klingonen sprechen in der Serie richtiges – d. h. das von Marc Okrand entwickelte – Klingonisch. Dies ist die erste Serie, in der das konsequent der Fall ist (in den vorhergehenden geschah das nur gelegentlich und oftmals falsch). Die Übersetzung hat die kanadische Klingonistin Robyn Stewart angefertigt. Außerdem wurde der Klingonischlehrer Lieven L. Litaer von Netflix damit beauftragt, klingonische Untertitel für die Serie zu erstellen, die nun den Nutzern zur Verfügung stehen. Marc Okrand hat speziell für die Serie einige Wörter beigesteuert, die nun offizieller Bestandteil der Sprache sind.
Die Dreharbeiten begannen im September 2016 in den Pinewood Studios in Toronto.
Die Musik zur Serie wurde von Jeff Russo komponiert. Der Soundtrack umfasst 21 Musikstücke und wurde am 15. Dezember 2017 von Lakeshore Records als Download veröffentlicht. Ein Soundtrack für Chapter 2 der ersten Staffel (die Folgen 10 bis 15), der 22 ausgewählte Musikstücke aus diesen Folgen enthält, wurde am 6. April 2018 veröffentlicht.
Bevor Drehbuchschreiber oder Regisseure für die Serie gefunden waren, sagte David Stapf, der Präsident der CBS Television Studios, im November 2015: „Es gibt keinen besseren Zeitpunkt, den Star-Trek-Fans eine neue Serie zu geben, als zu den Feierlichkeiten des 50. Jubiläums der Originalserie.“ Die Erstausstrahlung der Pilotepisode war ursprünglich für Januar 2017 beim US-amerikanischen Sender CBS geplant, wurde dann aber auf den Mai 2017 und erneut im Januar 2017 auf unbestimmte Zeit verschoben.
Am 27. Februar 2019 wurde angekündigt, dass die Serie um eine dritte Staffel verlängert wird. Der Streamingdienst Netflix strahlte die neuen Folgen der 3. Staffel ab dem 16. Oktober 2020 aus.

## Besetzung und Synchronisation
Im November 2016 wurden Michelle Yeoh, Doug Jones und Anthony Rapp als Darsteller bestätigt. Angekündigt wurde zudem, dass Jason Isaacs in der Rolle von Captain Lorca das Kommando über die USS Discovery haben wird. Auf dem Star-Trek-Panel der San Diego Comic-Con 2017 wurde bestätigt, dass die Schauspieler Anthony Rapp und Wilson Cruz das erste homosexuelle Paar im Star-Trek-Universum verkörpern.

Die Hauptdarsteller
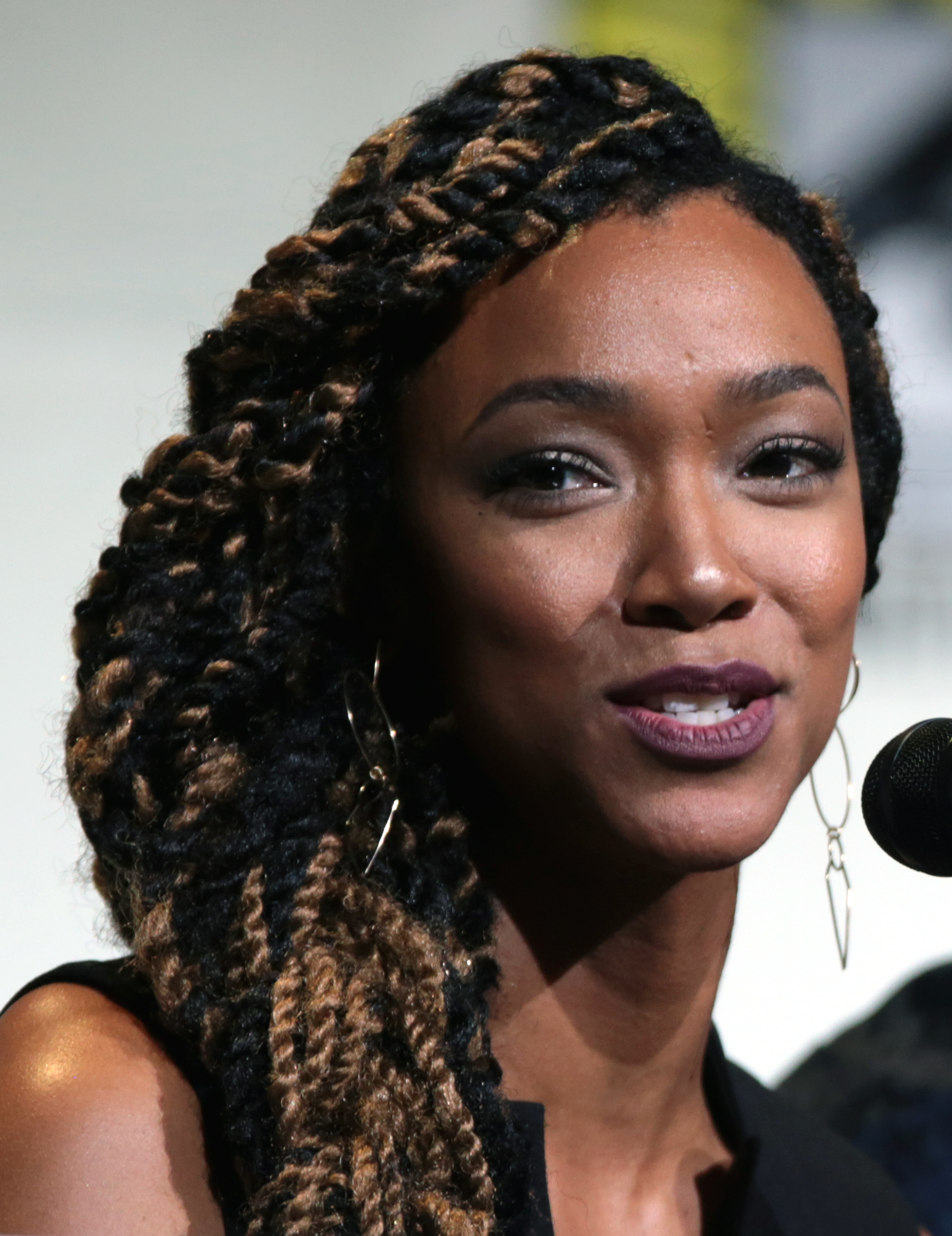
Sonequa Martin-Green, Darstellerin von Michael Burnham
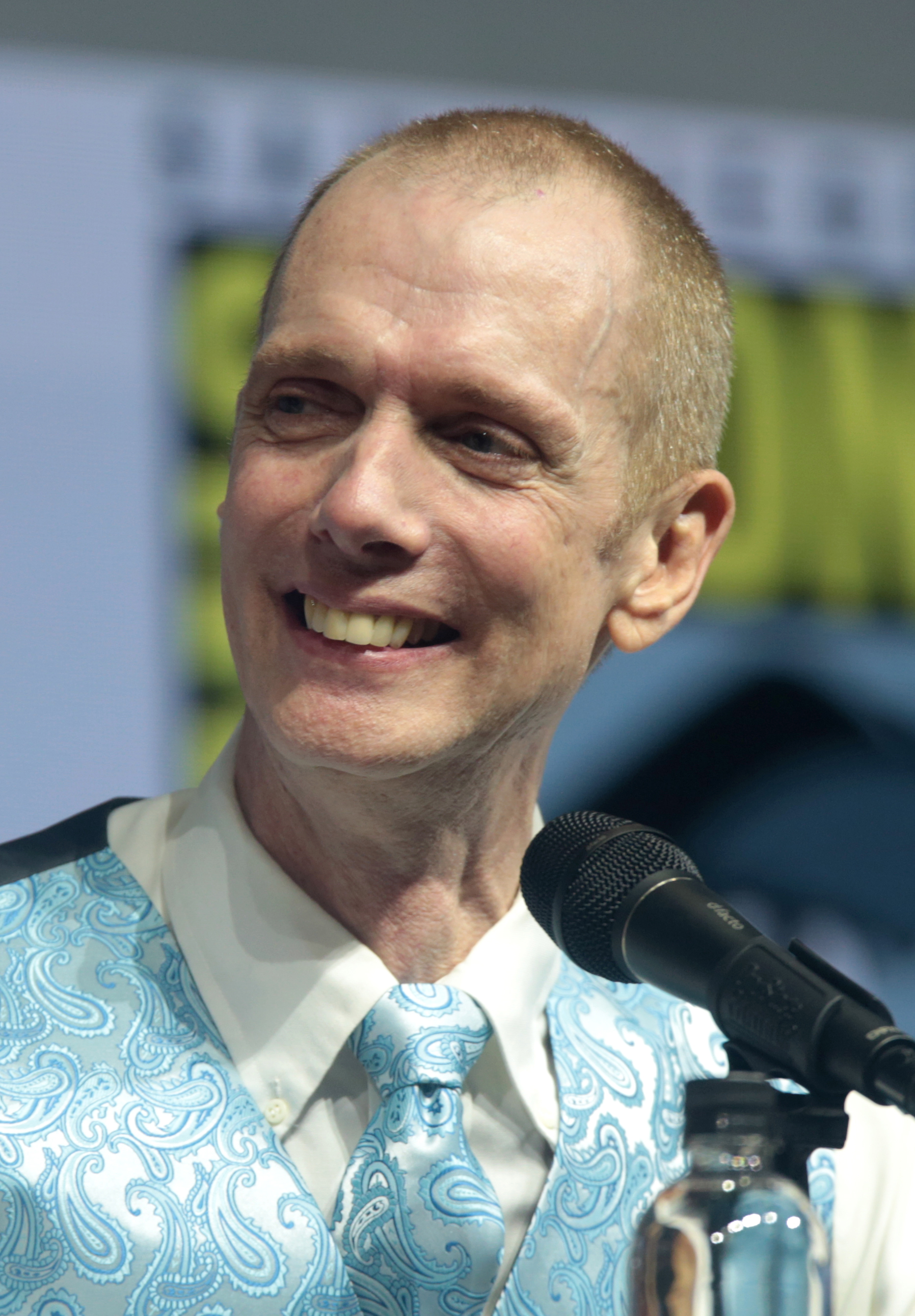
Doug Jones, Darsteller von Saru
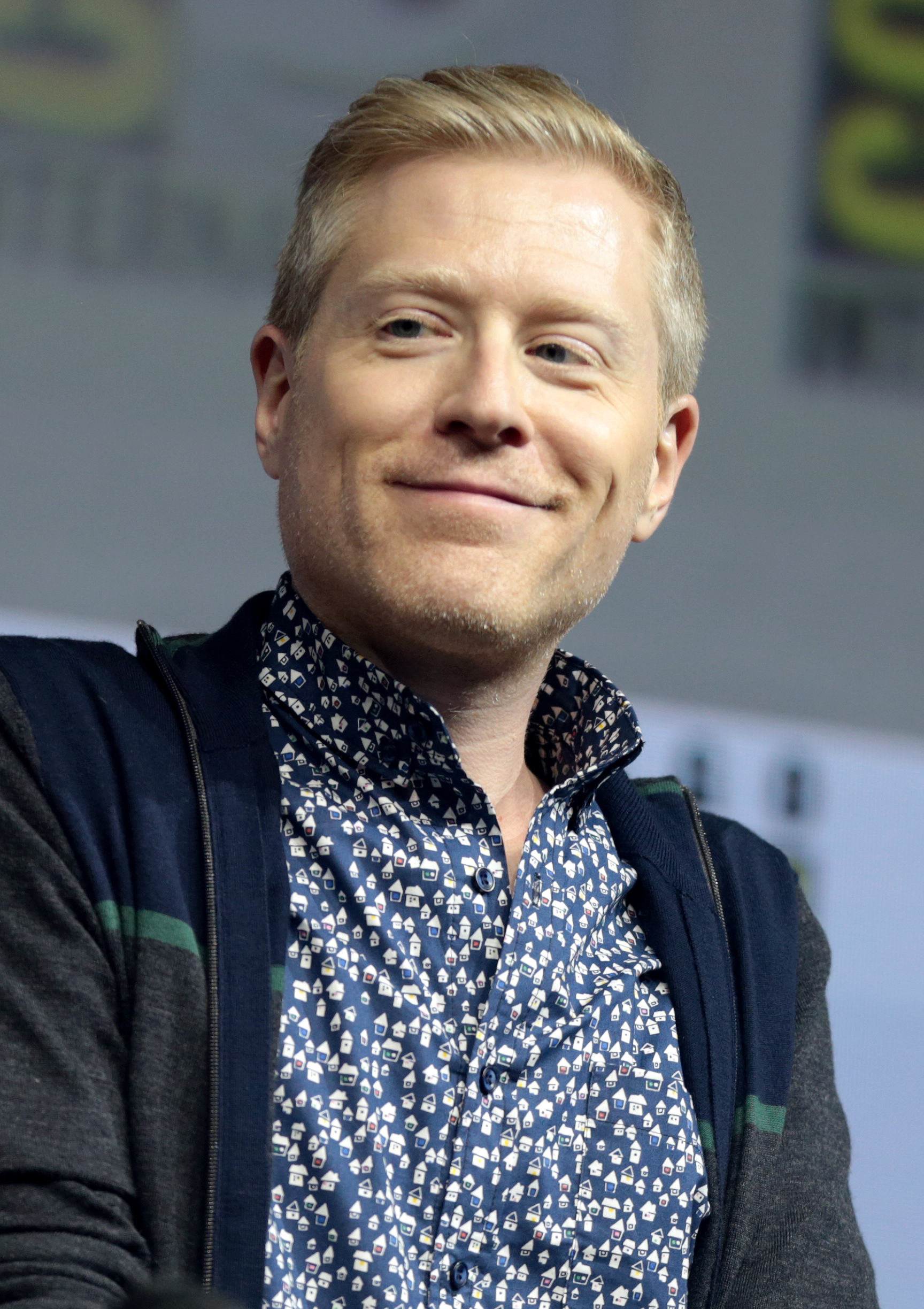
Anthony Rapp, Darsteller von Paul Stamets
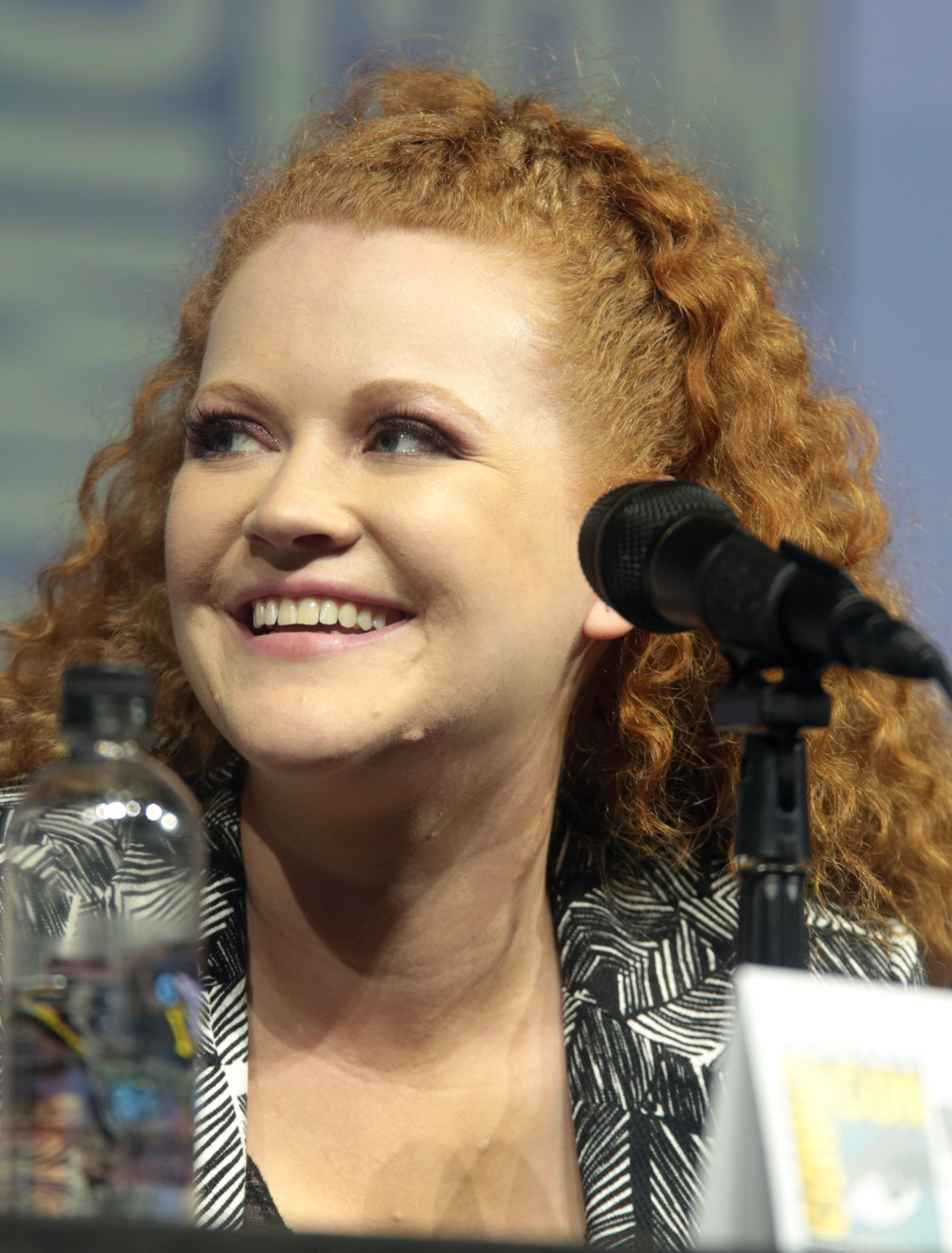
Mary Wiseman, Darstellerin von Sylvia Tilly
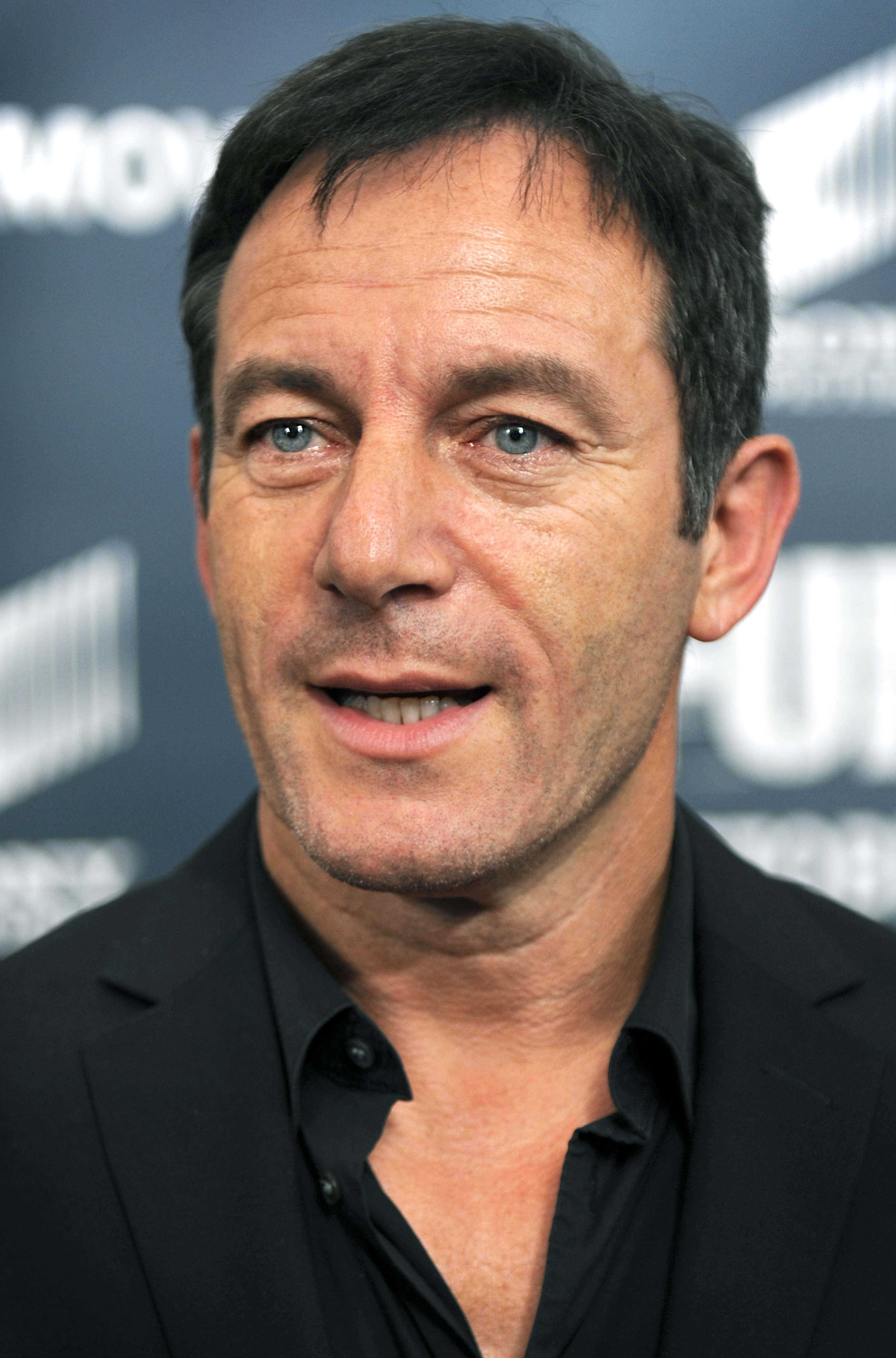
Jason Isaacs, Darsteller von Gabriel Lorca
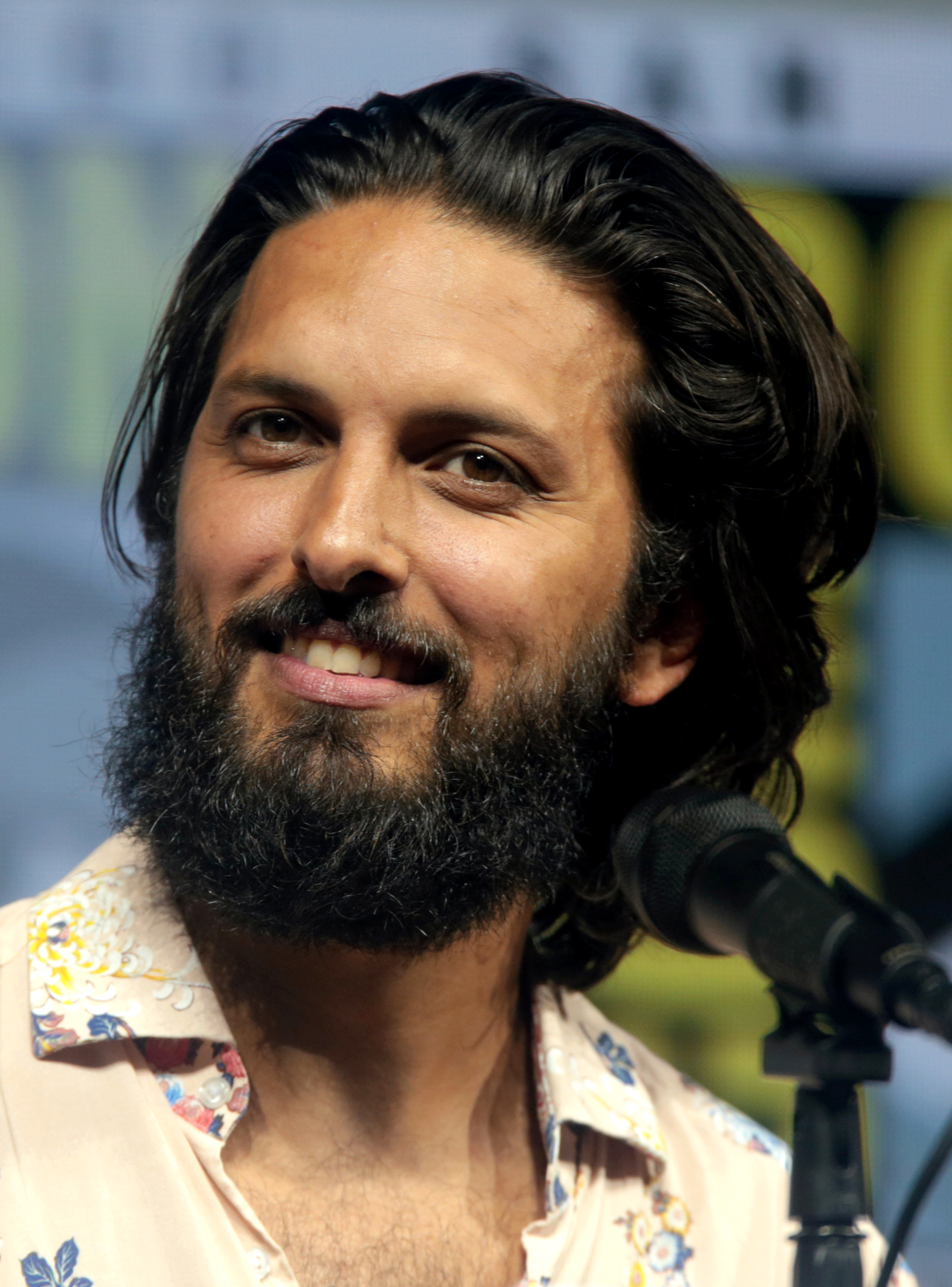
Shazad Latif, Darsteller von Ash Tyler und Voq
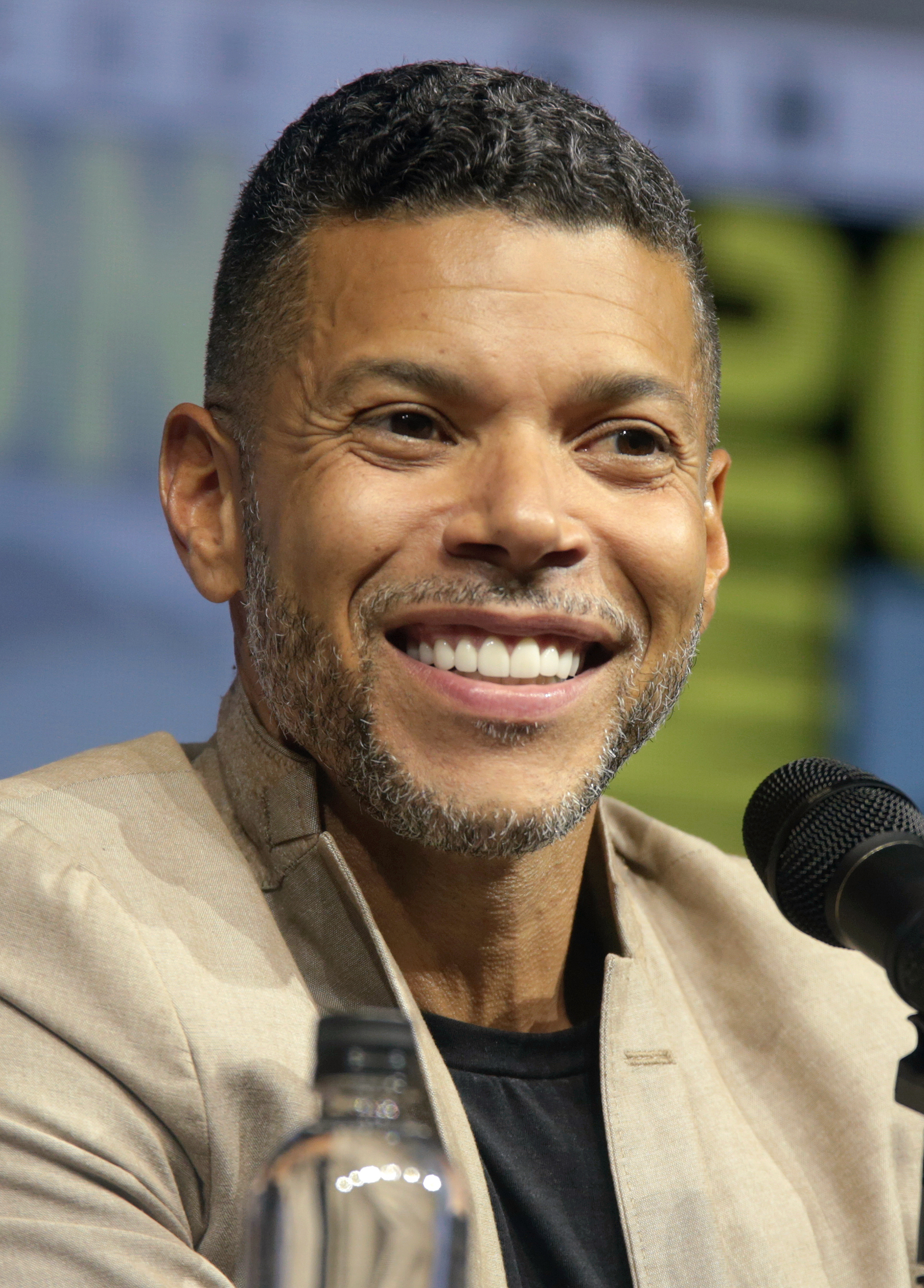
Wilson Cruz, Darsteller von Hugh Culber
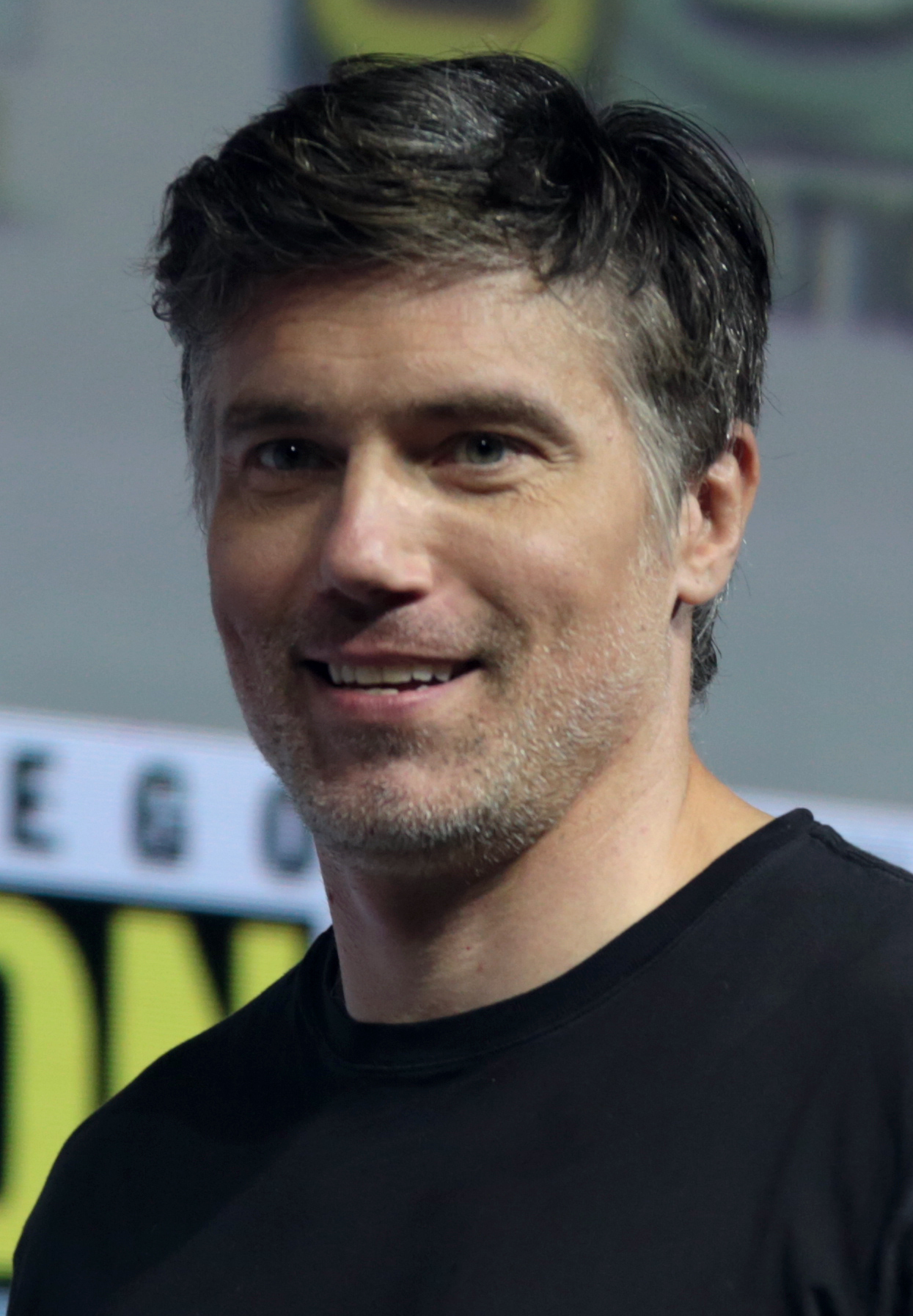
Anson Mount, Darsteller von Christopher Pike
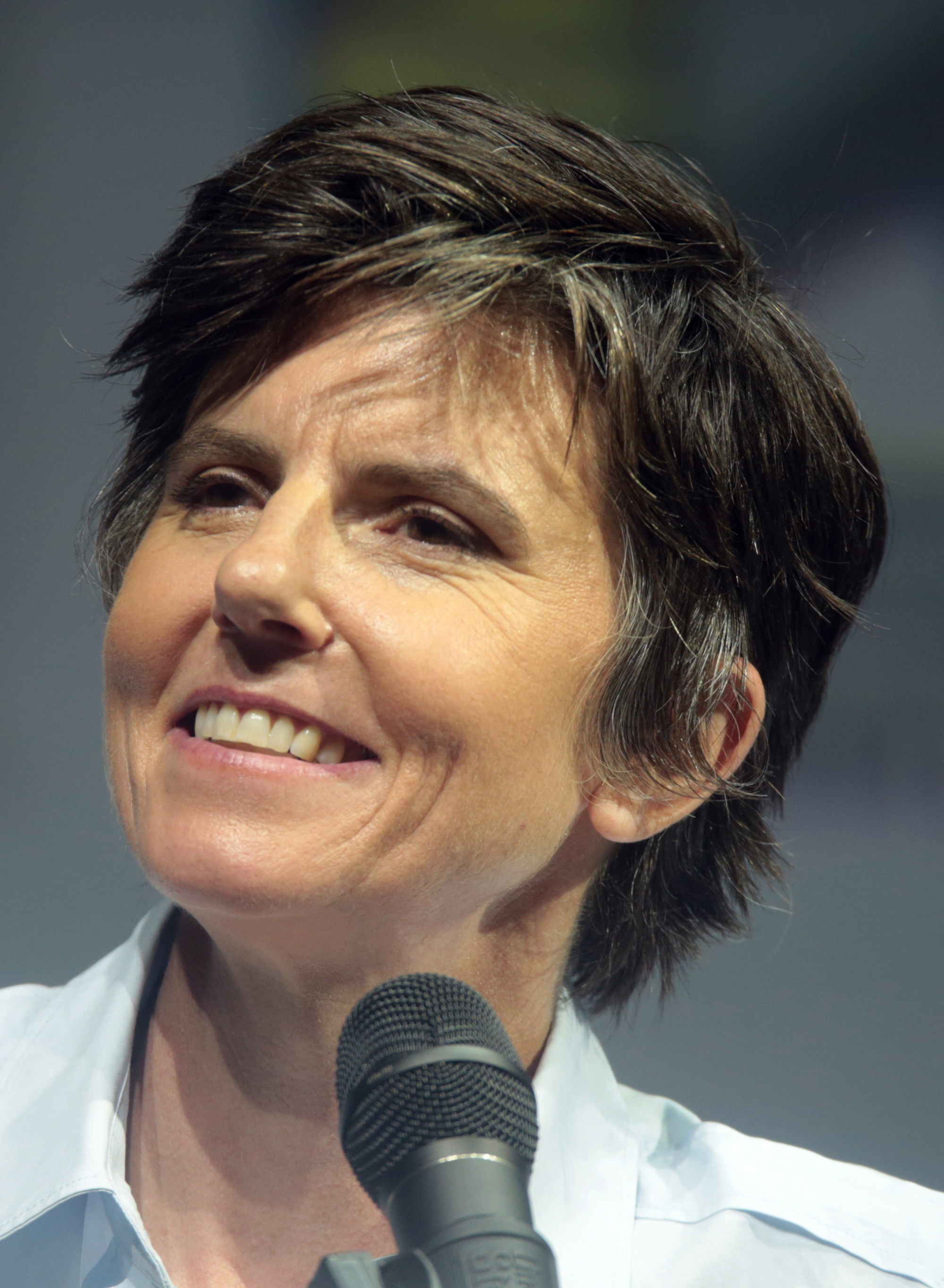
Tig Notaro, Darstellerin von Jett Reno
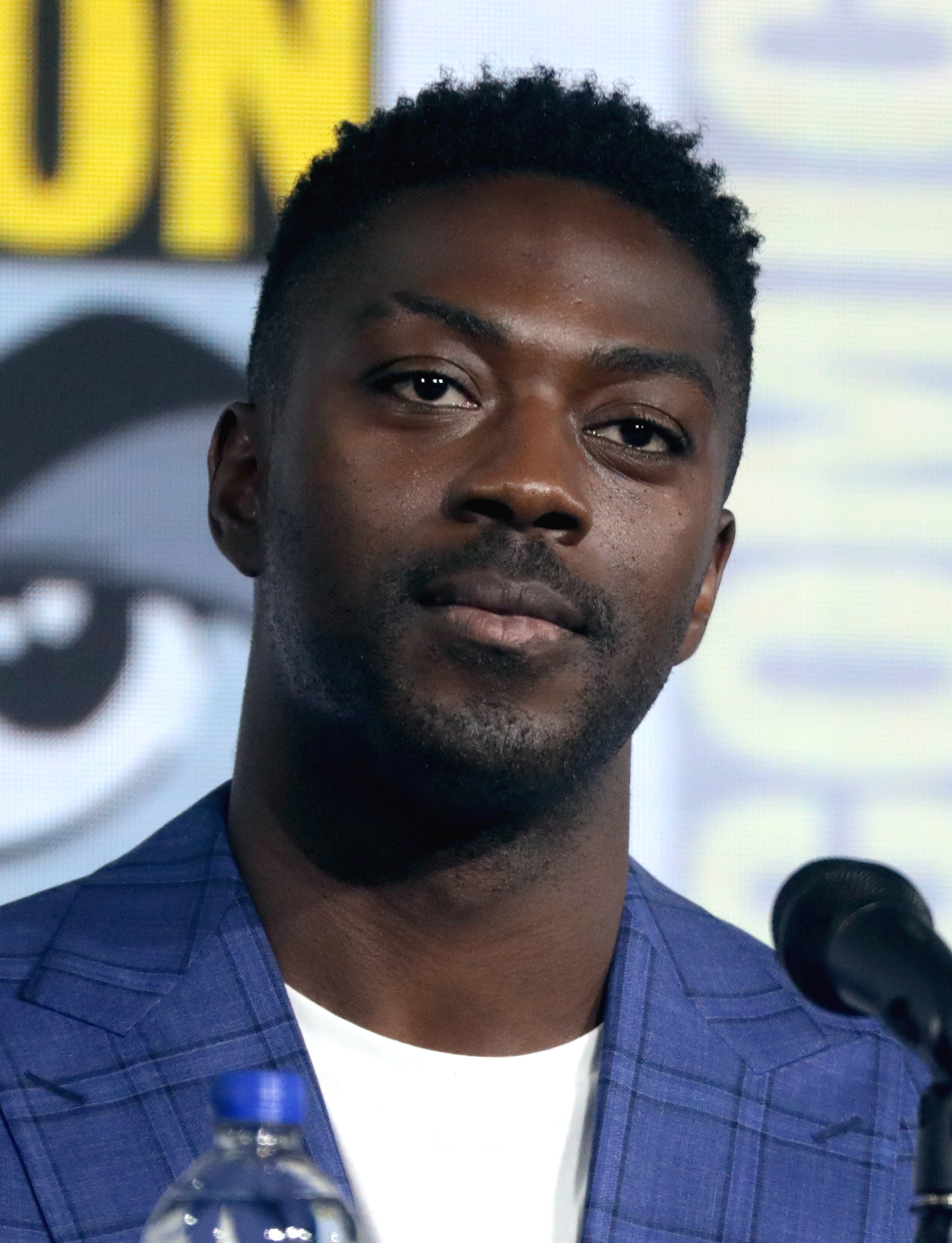
David Ajala, Darsteller von Cleveland Booker
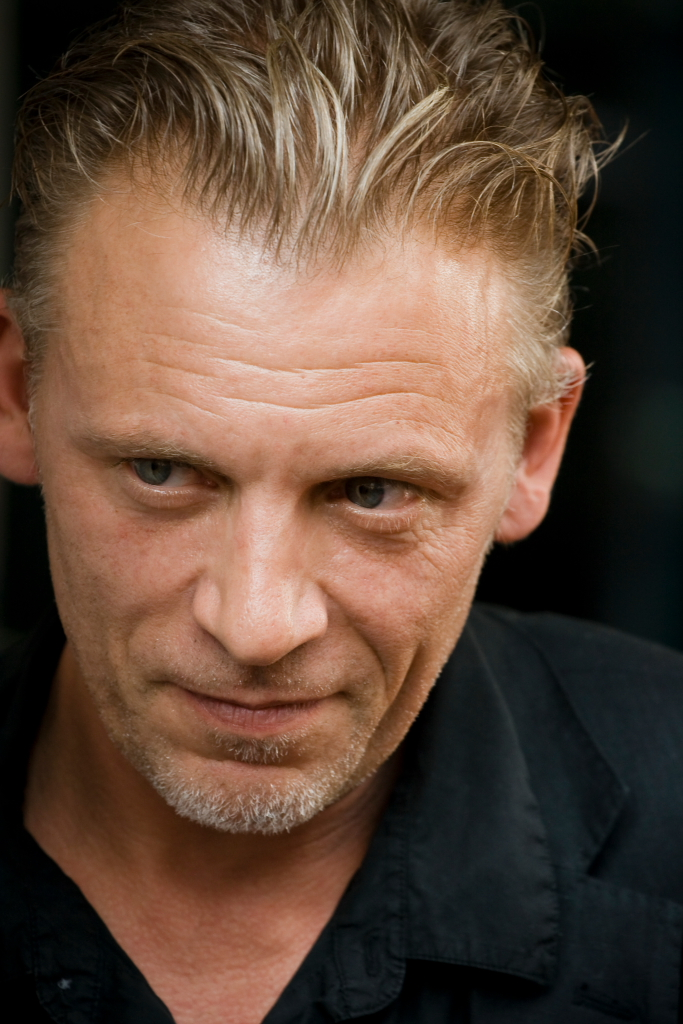
Callum Keith Rennie, Darsteller von Rayner

Die deutsche Synchronisation entsteht nach Dialogbüchern von Tobias Neumann und unter der Dialogregie von Oliver Feld durch die Synchronfirma Arena Synchron in Berlin.
Die Tabelle nennt die Schauspieler, ihre Rollennamen, ihre Zugehörigkeit zur Hauptbesetzung (●) bzw. zu den Neben- und Gastdarstellern (•) je Staffel und die Episoden mit Auftritten. Angegeben sind zudem die deutschen Synchronsprecher.
|                            |                                                          | |                                   | Staffel | Staffel | Staffel | Staffel | Staffel |                                                    |  |
| Darsteller                 | Rollenname                                               | Rollenbeschreibung | Spezies                           | 1       | 2       | 3       | 4       | 5       | Deutsche Synchronstimme                            |  |
| -------------------------- | -------------------------------------------------------- | --- | --------------------------------- | ------- | ------- | ------- | ------- | ------- | -------------------------------------------------- |  |
| Sonequa Martin-Green       | Commander/Specialist/Captain Michael Burnham             | erste Offizierin der USS Shenzhou, später Spezialistin, erste Offizierin und Captain der USS Discovery                                           | Mensch                            | ●       | ●       | ●       | ●       | ●       | Julia Kaufmann                                     |  |
| Arista Arhin               | Michael Burnham (als Kind)                               | erste Offizierin der USS Shenzhou, später Spezialistin, erste Offizierin und Captain der USS Discovery                                           | Mensch                            | •       | •       |         |         |         | Sasha Schulz (bis 2.09) Derya Flechtner (2.11)     |  |
| Doug Jones                 | Lieutenant Commander/Commander/Captain/Botschafter Saru  | Wissenschaftsoffizier der USS Shenzhou, später erster Offizier, Captain, erneut erster Offizier der USS Discovery und Botschafter der Föderation | Kelpianer                         | ●       | ●       | ●       | ●       | ●       | Bernd Vollbrecht                                   |  |
| Anthony Rapp               | Lieutenant/Lieutenant Commander/Commander Paul Stamets   | Spezialist für den Sporenantrieb der USS Discovery, Lebensgefährte von Hugh Culber                                                               | Mensch                            | ●       | ●       | ●       | ●       | ●       | Norman Matt                                        |  |
| Mary Wiseman               | Ensign/Lieutenant Sylvia Tilly                           | Besatzungsmitglied der USS Discovery, später Ausbilderin an der Sternenflottenakademie                                                           | Mensch                            | ●       | ●       | ●       | ●       | ●       | Friederike Walke                                   |  |
| Shazad Latif               | Lieutenant Ash Tyler                                     | menschliche Tarnidentität von Voq, Sicherheitschef der USS Discovery                                                                             | „Mensch“                          | ●       | ●       |         |         |         | Ozan Ünal                                          |  |
| Shazad Latif               | Voq                                                      | klingonischer Krieger, Fackelträger von T’Kuvma                                                                                                  | Klingone                          | •       |         |         |         |         | Stefan Bräuler                                     |  |
| Jason Isaacs               | Captain Gabriel Lorca                                    | Captain der USS Discovery, aus dem Spiegeluniversum                                                                                              | Mensch                            | ●       |         |         |         |         | Matthias Klie                                      |  |
| Wilson Cruz                | Lieutenant Commander/Commander Dr. Hugh Culber           | Arzt, später auch Counselor der USS Discovery, Lebensgefährte von Paul Stamets                                                                   | Mensch                            | •       | ●       | ●       | ●       | ●       | Benjamin Stöwe                                     |  |
| Anson Mount                | Captain Christopher Pike                                 | Captain der USS Enterprise, temporärer Captain der USS Discovery                                                                                 | Mensch                            |         | ●       |         |         |         | Sascha Rotermund                                   |  |
| Rachael Ancheril           | Commander D. Nhan                                        | Sicherheitschefin der USS Discovery | Barzanerin                        |         | •       | ●       | •       | •       | Dascha Lehmann                                     |  |
| Tig Notaro                 | Commander Jett Reno                                      | Chefingenieurin der USS Discovery | Mensch                            |         | •       | •       | ●       | ●       | Nina Herting                                       |  |
| David Ajala                | Cleveland „Book“ Booker                                  | Kurier | Kwejianer                         |         |         | ●       | ●       | ●       | Daniel Welbat                                      |  |
| Blu del Barrio             | Ensign Adira Tal                                         | Mitglied der Erdverteidigungsstreitkräfte, später Besatzungsmitglied der USS Discovery                                                           | Mensch/Trill                      |         |         | •       | ●       | ●       | Marie Hinze                                        |  |
| Callum Keith Rennie        | Captain Rayner                                           | Captain der USS Antares, später erster Offizier der USS Discovery                                                                                | Kelleruner                        |         |         |         |         | ●       | Dietmar Wunder                                     |  |
| Michelle Yeoh              | Captain Philippa Georgiou                                | Captain der USS Shenzhou | Mensch                            | •       | •       |         |         |         | Arianne Borbach                                    |  |
| Michelle Yeoh              | Imperatorin Philippa Georgiou (aus dem Spiegeluniversum) | Imperatorin des Terranischen Imperiums im Spiegeluniversum, später Agentin von Sektion 31                                                        | Mensch                            | •       | •       | •       |         |         | Arianne Borbach                                    |  |
| Emily Coutts               | Lieutenant/Lieutenant Commander Keyla Detmer             | Steuermann der USS Discovery | Mensch                            | •       | •       | •       | •       | •       | Giuliana Jakobeit                                  |  |
| Oyin Oladejo               | Lieutenant/Lieutenant Commander Joann Owosekun           | Einsatzoffizierin der USS Discovery | Mensch                            | •       | •       | •       | •       | •       | Mareile Moeller                                    |  |
| Ronnie Rowe Jr.            | Lieutenant/Lieutenant Commander Ronald Altman Bryce      | Kommunikationsoffizier der USS Discovery | Mensch                            | •       | •       | •       | •       | •       | Sven Fechner                                       |  |
| Patrick Kwok-Choon         | Lieutenant/Lieutenant Commander Gen Rhys                 | Taktischer Offizier der USS Discovery | Mensch                            | •       | •       | •       | •       | •       | Lasse Dreyer                                       |  |
| Raven Dauda                | Commander Dr. Tracy Pollard                              | Ärztin auf der USS Discovery | Mensch                            | •       | •       | •       | •       | •       | Claudia Gáldy (bis 3.08) Susanne Szell (ab 4.01)   |  |
| Sara Mitich                | Lieutenant/Lieutenant Commander Nilsson                  | Spezialistin für die Bedienung des Sporenantriebs der USS Discovery                                                                              | Mensch                            |         | •       | •       | •       |         | Janina Isabell Batoly                              |  |
| Sara Mitich                | Lieutenant Commander Airiam                              | Spezialistin für die Bedienung des Sporenantriebs der USS Discovery                                                                              | Mensch (Cyborg)                   | •       |         |         |         |         | Maria Jany                                         |  |
| Hannah Cheesman            | Lieutenant Commander Airiam                              | Spezialistin für die Bedienung des Sporenantriebs der USS Discovery                                                                              | Mensch (Cyborg)                   |         | •       | •       |         | •       | Maria Jany                                         |  |
| Kenneth Mitchell           | Kol                                                      | klingonischer Krieger, Sohn von Kol-sha | Klingone                          | •       |         |         |         |         | Tommy Morgenstern                                  |  |
| Kenneth Mitchell           | Tenavik                                                  | Mönch, Sohn von Voq und L’Rell | Klingone                          |         | •       |         |         |         | Tommy Morgenstern                                  |  |
| Kenneth Mitchell           | Kol-sha                                                  | klingonischer Krieger, Vater von Kol | Klingone                          |         | •       |         |         |         | Dieter Memel                                       |  |
| Kenneth Mitchell           | Aurellio                                                 | Wissenschaftler der Smaragdkette | Mensch                            |         |         | •       |         |         | Tommy Morgenstern (3.12) Michael Iwannek (ab 3.13) |  |
| Julianne Grossman (Stimme) | Computerstimme der Discovery                             | |                                   | •       | •       | •       |         | •       | Daniela Hoffmann                                   |  |
| Annabelle Wallis (Stimme)  | Computerstimme der Discovery (Sphärendaten – Zora)       | künstliche Intelligenz | künstliche Intelligenz            |         |         | •       | •       | •       | Marie Bierstedt                                    |  |
| James Frain                | Sarek                                                    | vulkanischer Botschafter auf der Erde, Vater von Spock und Adoptivvater von Michael Burnham                                                      | Vulkanier                         | •       | •       |         |         |         | Peter Flechtner                                    |  |
| Mary Chieffo               | L’Rell                                                   | klingonische Kriegerin, später Kanzlerin des Klingonischen Reichs                                                                                | Klingonin                         | •       | •       |         |         |         | Anja Stadlober                                     |  |
| Jayne Brook                | Admiral Katrina Cornwell                                 | Admiralin der Sternenflotte | Mensch                            | •       | •       |         |         |         | Silke Matthias                                     |  |
| Rainn Wilson               | Harry Mudd                                               | Schmuggler und Krimineller | Mensch                            | •       | •       |         |         |         | Axel Malzacher                                     |  |
| Mia Kirshner               | Amanda Grayson                                           | Mutter von Spock, Adoptivmutter von Michael Burnham                                                                                              | Mensch                            | •       | •       |         |         |         | Natascha Geisler                                   |  |
| Rekha Sharma               | Commander Ellen Landry                                   | Sicherheitschefin der USS Discovery | Mensch                            | •       |         | •       |         |         | Vera Teltz                                         |  |
| Sam Vartholomeos           | Ensign Danby Connor                                      | Besatzungsmitglied der USS Shenzhou | Mensch                            | •       |         |         |         |         | Patrick Baehr                                      |  |
| Conrad Coates              | Admiral Terral                                           | Admiral der Sternenflotte | Vulkanier                         | •       |         |         |         |         | Leon Boden                                         |  |
| Riley Gilchrist            | Admiral Shukar                                           | Admiral der Sternenflotte/Mitglied des Widerstands im Spiegeluniversum                                                                           | Andorianer                        | •       |         |         |         |         | Tobias Lelle                                       |  |
| Harry Judge                | Admiral Gorch                                            | Admiral der Sternenflotte/Mitglied des Widerstands im Spiegeluniversum                                                                           | Tellarit                          | •       |         |         |         |         | Werner Böhnke                                      |  |
| David Benjamin Tomlinson   | Lieutenant junior grade Linus                            | Besatzungsmitglied der USS Discovery | Saurianer                         |         | •       | •       | •       | •       | Valentin Stilu                                     |  |
| Sonja Sohn                 | Dr. Gabrielle Burnham                                    | Mutter von Michael Burnham | Mensch                            |         | •       | •       | •       |         | Susanne von Medvey                                 |  |
| Ethan Peck                 | Spock                                                    | Wissenschaftsoffizier der USS Enterprise, Ziehbruder von Michael Burnham                                                                         | Mensch/Vulkanier                  |         | •       |         |         |         | Arne Stephan                                       |  |
| Liam Hughes                | Spock (als Kind)                                         | Wissenschaftsoffizier der USS Enterprise, Ziehbruder von Michael Burnham                                                                         | Mensch/Vulkanier                  |         | •       |         |         |         | Kian Weichert                                      |  |
| Bahia Watson               | May Ahearn                                               | Illusion der jahSepp | „Mensch“/jahSepp                  |         | •       |         |         |         | Emily Gilbert                                      |  |
| Alan van Sprang            | Captain Leland                                           | Agent von Sektion 31 | Mensch                            |         | •       |         |         |         | Tobias Kluckert                                    |  |
| Rebecca Romijn             | Commander Una/„Nummer Eins“                              | erste Offizierin der USS Enterprise | Illyrianerin                      |         | •       |         |         |         | Alexandra Wilcke                                   |  |
| Phumzile Sitole            | Captain/General Diatta Ndoye                             | Offizierin der Erdverteidigungsstreitkräfte | Mensch                            |         |         | •       | •       |         | Kaya Marie Möller                                  |  |
| Ian Alexander              | Gray Tal                                                 | verstorbenes Besatzungsmitglied eines Generationenschiffs, Lebensgefährte von Adira Tal, später wieder zum Leben erweckt                         | Trill                             |         |         | •       | •       | •       | Christian Zeiger                                   |  |
| Andreas Apergis            | Xi                                                       | Wächter | Trill                             |         |         | •       | •       | •       | Marcus Off                                         |  |
| Oded Fehr                  | Admiral Charles Vance                                    | Oberbefehlshaber der Sternenflotte | Mensch                            |         |         | •       | •       | •       | Patrick Winczewski                                 |  |
| Vanessa Jackson            | Lieutenant Audrey Willa                                  | Sicherheitschefin im Hauptquartier der Föderation                                                                                                | Mensch                            |         |         | •       | •       |         | Tanya Kahana                                       |  |
| David Cronenberg           | Kovich                                                   | Mitarbeiter im Hauptquartier der Sternenflotte                                                                                                   | Mensch                            |         |         | •       | •       | •       | Axel Lutter                                        |  |
| Bill Irwin                 | Su'Kal                                                   | gestrandeter Kelpianer | Kelpianer                         |         |         | •       | •       |         | Florian Halm                                       |  |
| Tara Rosling               | Präsidentin T'Rina                                       | Präsidentin von Ni’Var | Vulkanierin                       |         |         | •       | •       | •       | Susanna Bonasewicz                                 |  |
| Jake Weber                 | Zareh                                                    | Kurier, Mitglied der Smaragdkette | Mensch                            |         |         | •       |         |         | Florian Krüger-Shantin                             |  |
| Adil Hussain               | Lieutenant Aditya Sahil                                  | Mitglied der Sternenflotte | Mensch                            |         |         | •       |         |         | Michael Noack                                      |  |
| Noah Averbach-Katz         | Ryn                                                      | ehemaliges Mitglied der Smaragdkette | Andorianer                        |         |         | •       |         |         | Romanus Fuhrmann                                   |  |
| Paul Guilfoyle             | Carl/Hüter der Ewigkeit                                  | uraltes, mächtiges Wesen | unbekannt                         |         |         | •       |         |         | Jürgen Kluckert                                    |  |
| Janet Kidder               | Osyraa                                                   | Anführerin der Smaragdkette | Orionerin                         |         |         | •       |         |         | Melanie Pukaß                                      |  |
| Avaah Blackwell            | Lieutenant Ina                                           | Besatzungsmitglied der USS Discovery | Mensch                            |         |         | •       | •       |         | Katharina Schwarzmaier                             |  |
| Dorren Lee                 | Lieutenant Teemo                                         | Offizierin im Hauptquartier der Föderation | Mensch                            |         |         | •       |         | •       |                                                    |  |
| Chelah Horsdal             | Präsidentin Laira Rillak                                 | Präsidentin der Föderation | Mensch/Bajoranerin/Cardassianerin |         |         |         | •       | •       | Marion Musiol                                      |  |
| Orville Cummings           | Lieutenant Christopher                                   | Kommunikationsoffizier der USS Discovery | Mensch                            |         |         |         | •       | •       | Michael Gugel                                      |  |
| Shawn Doyle                | Ruon Tarka                                               | Wissenschaftler der Föderation | Risaner                           |         |         |         | •       |         | Michael Lott                                       |  |
| Hiro Kanagawa              | Dr. Hirai                                                | Wissenschaftler der Sternenflotte | Mensch                            |         |         |         | •       |         | Thomas Kästner                                     |  |
| Eve Harlow                 | Moll                                                     | Kurierin | Mensch                            |         |         |         |         | •       |                                                    |  |
| Elias Toufexis             | L’ak                                                     | Kurier | Breen                             |         |         |         |         | •       |                                                    |  |
| Victoria Sawal             | Lieutenant Naya                                          | Besatzungsmitglied der USS Discovery | Mensch                            |         |         |         |         | •       |                                                    |  |
| Natalie Liconti            | Lieutenant Gallo                                         | Besatzungsmitglied der USS Discovery | Mensch                            |         |         |         |         | •       |                                                    |  |
| Christina Dixon            | Lieutenant Commander Asha                                | Besatzungsmitglied der USS Discovery | Bajoranerin                       |         |         |         |         | •       |                                                    |  |
| Zahra Bentham              | Commander Lorna Jemison                                  | Besatzungsmitglied der USS Discovery | Mensch                            |         |         |         |         | •       |                                                    |  |
| Tony Nappo                 | Ruhn                                                     | Primarch des Breen-Imperiums | Breen                             |         |         |         |         | •       |                                                    |  |
| Dorian Grey                | Arisar                                                   | Krieger des Breen-Imperiums | Breen                             |         |         |         |         | •       |                                                    |  |

## Veröffentlichung
Am 18. Mai 2016 stellte CBS erstmals einen Teaser zur Serie vor, in dem das Logo der neuen Serie vorgestellt wurde. Am 23. Juli 2016 wurde ein zweiter Teaser zur Serie veröffentlicht, der den Titel der Serie und die ersten Bilder des neuen Raumschiffs USS Discovery und dessen Registriernummer NCC-1031 zeigte. Am 1. Februar 2017 wurde ein weiterer Teaser veröffentlicht, der Bühnenbilder der bisherigen Star-Trek-Serien sowie einige Aufnahmen der Dreharbeiten zu Discovery zeigt.
| Staffel | Episoden | Erstveröffentlichung USA       | Erstveröffentlichung DE/AT/CH  |
| ------- | -------- | ------------------------------ | ------------------------------ |
| 1       | 15       | 24. Sep. 2017 – 11. Feb. 2018  | 25. Sep. 2017 – 12. Feb. 2018  |
| 2       | 14       | 17. Jan. 2019 – 18. April 2019 | 18. Jan. 2019 – 19. April 2019 |
| 3       | 13       | 15. Okt. 2020 – 7. Jan. 2021   | 16. Okt. 2020 – 8. Jan. 2021   |
| 4       | 13       | 18. Nov. 2021 – 17. März 2022  | 26. Nov. 2021 – 18. März 2022  |
| 5       | 10       | 4. Apr. 2024 – 30. Mai 2024    | 4. Apr. 2024 – 30. Mai 2024    |

### Fernsehen und Video-on-Demand
Am 24. September 2017 strahlte CBS die erste Episode erstmals aus. Die weiteren Episoden wurden in den Vereinigten Staaten über den Streamingdienst CBS All Access verbreitet. Die 15-teilige Staffel wurde in zwei Teilen in wöchentlichem Rhythmus erstveröffentlicht, die ersten neun Episoden bis zum 12. November 2017, die restlichen sechs ab dem 7. Januar 2018. CBS All Access zielt mit der Serie als Zugpferd darauf ab, sich neue Abonnenten zu verschaffen. Die Erstveröffentlichung der zweiten Staffel startete in den USA am 17. Januar 2019, wiederum in wöchentlichem Takt.
Außerhalb der Vereinigten Staaten war die Serie bis November 2021 auf der Streaming-Plattform Netflix zu sehen. Dort wurden die einzelnen Folgen jeweils innerhalb von 24 Stunden nach der US-Premiere zum Abruf verfügbar gemacht.
Die Erstveröffentlichung im frei empfangbaren Fernsehen erfolgt derzeit für alle vier Staffeln seit Ende 2021 auf Pluto TV (Internetfernsehen). Im deutschen Free-TV (Kabelfernsehen und digital) Erstausstrahlung ab 14. März 2022 auf Tele 5.

### DVD und Blu-ray
Seit dem 22. November 2018 ist die erste Staffel auf Deutsch sowohl auf DVD als auch auf Blu-ray erhältlich, die zweite Staffel seit dem 21. November 2019.

## Rezeption

### Kritiken
Die Serie konnte bislang 82 % der Kritiker bei Rotten Tomatoes überzeugen; die Zuschauerwertung liegt allerdings nur bei 38 %, was gegenwärtig den schlechtesten Wert einer Star-Trek-Serie darstellt. Als wenig originell galt, dass ein Teil der Story einmal mehr auf eine Geschichte rund um Spock gelegt wurde. Kritisiert wurde außerdem, dass – obwohl die Serie in der klassischen Star-Trek-Timeline spielt – es zahlreiche Inkonsistenzen gab. So erhielten die Klingonen eine neue Story sowie ein neues Make-up und Kostümdesign, mit den Kelpianern wurde ein Volk eingeführt, das in späteren Star-Trek-Folgen keine Rolle mehr spielt, und auch der Sporenantrieb der Discovery fügte sich nur schlecht in den Kanon ein. So fragte film.at: Ob es wirklich das Universum der Originalserie ist, wird immer unwahrscheinlicher.
Brian Lowry, Redakteur von CNN, vergab in seiner Kritik, die anlässlich des Erscheinens des Pilotfilms erschien, 55 von 100 möglichen Punkten: Die Serie habe gerade in dem Bereich Schwächen, in dem Star-Trek-Serien bisher ihre fundamentalste Stärke vorweisen konnten, dem Zusammenspiel der Charaktere.
Ralf Döbele von wunschliste.de schrieb über die Serie gegen Ende der Erstveröffentlichung der ersten Staffel als den nötigen „Kulturschock“ im Star-Trek-Franchise und lobte „vor allem eine charismatische Sternenflotten-Crew, die ihren Platz in den manchmal geradezu überwältigend wirkenden Annalen des Franchise gefunden hat.“ Dadurch, mit dem Charakter Burnham nicht einen Captain in den Mittelpunkt der Handlung zu rücken, „gelang es den Machern, einfach und elegant die erprobten Star Trek-Bausteine neu zu sortieren.“ Die horizontale Dramaturgie zum Standard zu machen sei „ein Schritt, der für Star Trek längst überfällig war“.
Der Film-Dienst bewertet die Serie mit drei von fünf möglichen Sternen und beurteilte sie – bezogen auf die ersten beiden Staffeln – als eine „unterhaltsam-spannende, mit interessanten inhaltlichen Akzenten aufwartende Ausdehnung des Erzähluniversums, die sich neben ihren Action-Elementen auch immer wieder auf die Spannungen zwischen gut konturierten Figuren stützt und um die ‚Selbstfindungsphase‘ der Sternenflotte kreist, die als Schützer der friedlichen Koexistenz aller Wesen gegen Macht- und Vorteilsdenken und tief verwurzelte Aversionen zu sich finden muss.“
Im Rückblick auf die erste Staffel kritisierte der Science-Fiction-Autor Torsten Dewi es in einer Online-Diskussion als konzeptuell problematisch, dass die Hauptfigur Michael Burnham nicht Captain oder Commander ist, weil sie deshalb wegen der nicht von ihr zu treffenden großen Entscheidungen oft genug nur Zuschauer oder Nebenrolle sei. Zudem mangele es der Discovery-Besatzung an Zusammenhalt und Loyalität und sei es als Zuschauer zu schwierig, eine emotionale Bindung an die Brücken-Crew herzustellen.
Heise Online titulierte „Star Trek Discovery: Sinnlos im Weltraum“ und kritisierte: „Auch in der 3. Staffel findet Discovery seine Identität als Serie nicht. Man will zu viele Dinge auf einmal und scheitert, vor allem an schlechten Drehbüchern.“

### Plagiatsvorwürfe
Ende 2017 veröffentlichte der ägyptische Videospielentwickler Anas Abdin in seinem Blog einen Beitrag, in dem er CBS vorwarf, mehrere Elemente und Charaktere aus seinem seit 2014 in Arbeit befindlichen Adventure-Videospiel Tardigrades entliehen zu haben. Unter anderem sei Michael Burnham der Spielfigur Yolanda und das Paar Paul Stamets und Hugh Colber den Charakteren Maciek und Aziz nachempfunden. Vor allem aber die in Staffel 1 der Serie gezeigte Technik, mittels gigantischer Bärtierchen durch das All zu reisen, sei aus seinem Videospiel geklaut.
Seit Beginn der Entwicklung führte Abdin in einem Forum eine ausführliche Chronik über die Handlung, die Charaktere und Szenen aus dem Videospiel, bei denen sich die CBS-Autoren wohl bedient hätten. Sowohl die Nachstellung einzelner Charaktere, als auch von Handlungen und Szenen hat Abdin mit Gegenüberstellungen seines Videospiels und der Serie zu belegen versucht. Auf Nachfragen sei der Sender CBS nicht eingegangen. Daher hat Abdin Ende August 2018 angekündigt, das Studio zu verklagen. Die Klage wurde 2020 abgewiesen.

### Auszeichnungen
Jason Isaacs gewann 2018 einen Empire Award für seine Rolle des Capt. Gabriel Lorca. Darüber hinaus gab es fünf Nominierungen in fünf Kategorien des Saturn Award und je eine Nominierung für den GLAAD Media Award, den Costume Designers Guild Award und den Hugo Award. Im Folgenden eine Auswahl weiterer Nominierungen.
Primetime Emmy
- 2018: Nominierung in der Kategorie Prosthetic Makeup for a Series, Limited Series, Movie or Special (Folge Nimm meine Hand)
- 2018: Nominierung in der Kategorie Sound Editing for a Comedy or Drama Series (Folge Auftakt zur Vergangenheit)
- 2019: Nominierung in der Kategorie Special Visual Effects (Folge Süße Trauer, Teil 2)
- 2019: Nominierung in der Kategorie Sound Editing for a Comedy or Drama Series (Folge Süße Trauer, Teil 2)
- 2019: Auszeichnung in der Kategorie Prosthetic Makeup for a Series, Limited Series, Movie or Special (Folge Soweit die Erinnerung reicht)
- 2019: Nominierung in der Kategorie Main Title Design[44]

Saturn Award
- 2018: Auszeichnung in der Kategorie New-Media-Fernsehserie
- 2018: Auszeichnung in der Kategorie Beste Schauspielerin in einer Streaming-Präsentation für Sonequa Martin-Green als Michael Burnham
- 2018: Nominierung in der Kategorie Bester TV-Hauptdarsteller für Jason Isaacs als Capt. Gabriel Lorca
- 2018: Nominierung in der Kategorie Bester TV-Nebendarsteller für Doug Jones als Saru
- 2018: Nominierung in der Kategorie Beste TV-Gastdarstellerin für Michelle Yeoh als Philippa Georgiou
- 2019: Auszeichnung in der Kategorie Beste Streaming Science-Fiction-Serie
- 2019: Auszeichnung in der Kategorie Beste TV-Hauptdarstellerin in einer Streaming-Präsentation für Sonequa Martin-Green als Michael Burnham
- 2019: Auszeichnung in der Kategorie Bester Nebendarsteller in einer Streaming-Präsentation für Doug Jones als Saru
- 2019: Nominierung in der Kategorie Bester TV-Nebendarsteller in einer Streaming-Präsentation für Wilson Cruz als Dr. Hugh Culber
- 2019: Nominierung in der Kategorie Bester TV-Nebendarsteller in einer Streaming-Präsentation für Ethan Peck als Spock

## Adaptionen

### Literarische Adaptionen
Star Trek: Discovery wird seit September 2017 für Romane und seit November 2017 auch für Comics adaptiert.

## Spin-Offs
Seit 2022 erscheint die Serie Star Trek: Strange New Worlds mit Geschichten über die Enterprise unter dem Kommando von Captain Pike.
2025 erschien der Film Star Trek: Sektion 31 über die ehemalige Imperatorin Philippa Georgiou.